# 黃江 (廣東)
22°49′12″N 115°16′00″E / 22.82000°N 115.26667°E
黃江，又名赤岸水，是位於廣東省汕尾市的一條河流，幹流長67公里，流域面積1,359平方公里。黃江發源於海豐縣臘燭山，向南流至汕尾市城區馬公街道長沙西側注入南海紅海灣。黃江原與從縣東面碣石灣入海的東溪並不聯通，於宋端宗年間才開通。流域內最大的水庫為公平水庫，集水面積317平方公里，容量3.22億立方米。